# Магнітні властивості мінералів і гірських порід
Магнітні властивості мінералів і гірських порід (рос. магнитные свойства минералов и горных пород, англ. magnetic properties of minerals and rocks, нім. Magnetismus m, magnetische Eigenschaften f pl von Mineralien und Gesteinen, magnetische Gesteinseigenschaften f pl) — сукупність властивостей, що характеризують здатність мінералів і гірських порід намагнічуватися у зовнішньому магнітному полі.

## Класифікація мінералів і гірських порід за магнітними властивостями
Мінерали поділяються на
- діамагнетики (наприклад, кварц, кальцит, польові шпати, самородне срібло і золото, флюорит);
- парамагнетики (залізовмісні силікати, хлорит, слюда тощо);
- антиферомагнетики (гематит, ґетит тощо);
- феромагнетики (самородне залізо, нікель тощо);
- феримагнетики (магнетит, титаномагнетит, маґномагнетит, хроміт тощо).

До слабкомагнітних належать діа- і парамагнітні мінерали, до сильномагнітних — феромагнітні і феримагнітні мінерали. До осн. характеристик М.в. належать магнітна сприйнятливість, намагніченість, точка Кюрі і точка Нееля та коерцитивна сила. У точці Кюрі відбувається перехід речовини з феромагнітного в парамагнітний стан, намагніченість практично зникає. Температура переходу речовини з антиферомагнітного в парамагнітний стан називається температурою Нееля.
За магнітною сприйнятливістю мінерали і руди поділяють на такі групи:
- 1. Сильномагнітні або феромагнітні, що мають питому магнітну сприйнятливість речовини χ>3,8·10−5 м3/кг (це ферити, магнетит, титаномагнетит, франклініт, іоцит, моноклінний піротин і ін.). Ці мінерали (магнетит, маггеміт, піротин, франклініт тощо) можуть вилучатися у магнітну фракцію на сепараторах з відносно слабким магнітним полем напруженістю (Н = 70 — 120 кА/м);
- 2. Слабкомагнітні або парамагнітні мінерали з питомою магнітною сприйнятливістю в сотні і тисячі раз меншою — від χ=7,5·10−6 до χ=1,26·10−7 м3/кг. До цієї групи відносять оксиди, гідроксиди і карбонати заліза і манґану, ільменіт, вольфраміт. Для вилучення цих мінералів у магнітну фракцію напруженість магнітного поля сепараторів мусить бути Н = 480—1600 кА/м;
- 3. Немагнітні і діамагнітні мінерали, що володіють магнітною сприйнятливістю χ<1,26·10−7 м3/кг або для діамагнітних мінералів χ<0. Ці мінерали не вилучаються в магнітну фракцію навіть у сепараторах з сильним магнітним полем.

З усіх елементів періодичної системи яскраво вираженим феромагнетизмом володіють тільки три метали: залізо, нікель і кобальт, 55 елементів мають парамагнітні властивості, причому 16 елементів є парамагнетиками в чистому вигляді, але в сполуках — діамагнетиками (оксиґен, натрій, магній, алюміній, цирконій, олово і ін.); 7 елементів виявляють властивість парамагнетиків, коли один або більше атомів знаходяться в сполуках (азот, калій, мідь, рубідій, золото, титан).
Вивчення М.в. дозволяє судити про умови утворення і перетворення мінералів і гірських порід, про природу магнітних аномалій Землі. На М.в. основані магнітна розвідка і археомагнетизм, методи магнітного збагачення корисних копалин.

## Збагачення магнітних корисних копалин
Сильномагнітні руди збагачують на сепараторах зі слабким магнітним полем напруженістю до 120 кА/м (пряма магнітна сепарація); слабкомагнітні — сильним полем напруженістю 1000 кА/м і більше, а немагнітні — в сильному полі, заповненому феромагнітною рідиною або суспензією, тобто вилучення виштовхуванням (зворотна магнітна сепарація).
Чим більше питома магнітна сприйнятливість, тим з більшою силою магнітне поле діє на мінеральне зерно. Мінеральні зерна, для яких магнітна сила більше суми протидійних механічних сил (ваги, інерції, опору середовища, відцентрової тощо), притягуються до полюсів магнітної системи і вилучаються у магнітний продукт. Мінеральні зерна з низькою магнітною сприйнятливістю практично не змінюють намагніченості, не взаємодіють із зовнішнім магнітним полем і рухаються у магнітному полі за траєкторіями, що залежать від дії тільки механічних сил. Ці мінеральні зерна вилучаються у немагнітний продукт.
На результати магнітної сепарації сильно впливає різниця між питомими магнітними сприйнятливостями χ1 і χ2 розділюваних зерен, однорідність поля сепаратора за величиною магнітної сили (HgradH) і крупність збагачуваного матеріалу. Відношення питомих магнітних сприйнятливостей розділюваних при збагаченні більш магнітних χ1 і менш магнітних зерен χ2 називається коефіцієнтом селективності магнітного збагачення.